# 横谷彰将
横谷 彰将 （よこたに あきまさ、1963年4月7日 - ）は、兵庫県三木市宿原出身の元プロ野球選手（外野手）。現在は、建築会社「（有）ツースリー」代表取締役、ベイスターズ・ベースボールアカデミーのコーチングスタッフ。

## 来歴・人物

### プロ入り前
三木市立三木小学校在学間はサッカー競技をし全国大会にも出場した。三木市立三木中学校に進学後はサッカー部か野球部かのどちらかに決める時に野球部にすることにし、野球を始めた。
育英高時代は通算打率4割を記録し、金村義明（元近鉄）村田真一（元巨人）と並び兵庫県下屈指の好打者であった。
高校卒業後は、国士舘大学に進学。東都リーグ1部リーグ通算48試合出場、177打数57安打、打率.322、3本塁打、23打点。ベストナインを2度受賞している。2度ともチームが最下位時の受賞である。4年時の1985年、学校の不祥事でチームが同年秋から1年間の対外試合禁止処分を受けたため、プロ入りを断念。
大学卒業後は、社会人野球の名門熊谷組に入団。主軸を打ち、都市対抗野球大会と社会人野球日本選手権大会の2大大会で優秀選手に選出される活躍をした。
1987年のプロ野球ドラフト会議で、横浜大洋ホエールズから5位指名を受け入団。

### プロ入り後
プロ2年目の1989年に一軍初出場を果たすと、翌1990年には同年監督に就任した須藤豊によって1番・センターに抜擢される。開幕戦では4安打2戦目は3安打と大当たりし、1年を通じて一軍に定着する。特に中日の西本聖に対しては最も相性が良くその年17打数12安打とカモにした。この年は規定打席には届かなかったものの打率.276、出塁率.350とまずまずの成績を残した。
しかし、翌1991年は熊谷組で1年後輩の宮里太にポジションを奪われ、代打の切り札として起用されることが多くなった。1992年にはヤクルトの西村龍次投手から代打満塁本塁打を放っている。エースを立てて敗戦を喫した野村克也監督は伏兵にやられた悔しさを嘆いた。1994年のオープン戦では好成績を収めレギュラーを奪還するチャンスを得たものの、シーズンに入ると成績を落とし若手の佐伯貴弘に道を譲る結果となった。
1995年シーズン終了後に自由契約となり、阪神タイガースに入団したが翌1996年は一軍出場はなく同年シーズン終了後に現役を引退した。

## 詳細情報

### 年度別打撃成績
| 年 度     | 球 団     | 試 合 | 打 席 | 打 数 | 得 点 | 安 打 | 二 塁 打 | 三 塁 打 | 本 塁 打 | 塁 打 | 打 点 | 盗 塁 | 盗 塁 死 | 犠 打 | 犠 飛 | 四 球 | 敬 遠 | 死 球 | 三 振 | 併 殺 打 | 打 率 | 出 塁 率 | 長 打 率 | O P S |
| --------- | --------- | ----- | ----- | ----- | ----- | ----- | -------- | -------- | -------- | ----- | ----- | ----- | -------- | ----- | ----- | ----- | ----- | ----- | ----- | -------- | ----- | -------- | -------- | ----- |
| 1989      | 大洋 横浜 | 13    | 23    | 23    | 0     | 6     | 0        | 0        | 0        | 6     | 0     | 0     | 0        | 0     | 0     | 0     | 0     | 0     | 1     | 2        | .261  | .261     | .261     | .522  |
| 1990      | 大洋 横浜 | 116   | 365   | 319   | 33    | 88    | 10       | 0        | 1        | 101   | 21    | 9     | 2        | 6     | 2     | 33    | 1     | 4     | 50    | 2        | .276  | .349     | .317     | .666  |
| 1991      | 大洋 横浜 | 49    | 59    | 54    | 7     | 14    | 1        | 0        | 0        | 15    | 6     | 0     | 1        | 3     | 0     | 2     | 0     | 0     | 7     | 2        | .259  | .286     | .278     | .563  |
| 1992      | 大洋 横浜 | 63    | 77    | 73    | 11    | 17    | 1        | 1        | 2        | 26    | 9     | 0     | 1        | 2     | 0     | 2     | 1     | 0     | 10    | 0        | .233  | .253     | .356     | .609  |
| 1993      | 大洋 横浜 | 57    | 64    | 57    | 3     | 10    | 0        | 1        | 0        | 12    | 3     | 0     | 1        | 0     | 1     | 6     | 0     | 0     | 9     | 0        | .175  | .250     | .211     | .461  |
| 1994      | 大洋 横浜 | 55    | 54    | 45    | 6     | 12    | 1        | 0        | 1        | 16    | 9     | 0     | 1        | 0     | 2     | 7     | 0     | 0     | 6     | 1        | .267  | .352     | .356     | .707  |
| 1995      | 大洋 横浜 | 1     | 1     | 1     | 0     | 0     | 0        | 0        | 0        | 0     | 0     | 0     | 0        | 0     | 0     | 0     | 0     | 0     | 0     | 0        | .000  | .000     | .000     | .000  |
| 通算：7年 | 通算：7年 | 354   | 643   | 572   | 60    | 147   | 13       | 2        | 4        | 176   | 48    | 9     | 6        | 11    | 5     | 50    | 2     | 4     | 83    | 7        | .257  | .319     | .308     | .626  |

- 大洋（横浜大洋ホエールズ）は、1993年に横浜（横浜ベイスターズ）に球団名を変更

### 記録
- 初出場：1989年8月26日、対ヤクルトスワローズ17回戦（藤崎台県営野球場）、8回裏に松本豊の代打として出場
- 初安打：1989年8月31日、対中日ドラゴンズ23回戦（ナゴヤ球場）、8回表に銚子利夫の代打として出場、西本聖から単打
- 初先発出場：1989年9月10日、対阪神タイガース21回戦（阪神甲子園球場）、6番・左翼手として先発出場
- 初打点：1990年4月15日、対ヤクルトスワローズ2回戦（横浜スタジアム）、9回裏に尾花高夫から
- 初本塁打：1990年6月30日、対阪神タイガース11回戦（藤崎台県営野球場）、4回裏にマット・キーオから先制ソロ

### 背番号
- 23 （1988年 - 1989年）
- 4 （1990年 - 1996年）